# Schistogyna
Schistogyna arcana és una espècie d'aranya araneomorfa de la subfamília Erigoninae, dins de la família Linyphiidae. És l'únic membre del gènere monotípic Schistogyna.
Va ser descrit per primera vegada per Alfred Frank Millidge l'any 1991, i només s'ha trobat a Xile i a les illes Juan Fernández.